# 麗膜蝽
麗膜蝽（学名：[Timasius lundbladi] 错误：{{Lang}}：文本有斜体标记（帮助））为膜蝽科麗膜蝽屬下的一个种。